# Nicolaus Cracoviensis
Nicolaus Cracoviensis (o Nicola da Cracovia, in polacco Mikołaj z Krakowa) (Cracovia, 1485 circa – Cracovia, 1550 circa) è stato un compositore polacco.

## Biografia
Poco si conosce della sua vita. Nel 1488 il suo nome compare negli archivi dell'Università di Cracovia, e si suppone che fosse organista alla corte di Cracovia. Nelle tablature per organo polacche, tra le altre la Tablatura di Giovanni di Lublino (1537–48) e la Tabulatura di Cracovia (1548), sono tramandate parti di messe e oratori, mottetti, canti polifonici, danze e preludi da lui composti, che mostrano influssi italiani.
Particolarmente famosa è rimasta la sua opera corale Aleć nade mną Wenus (Tu, Venere, su di me).